# 大澤宏一
大澤 宏一（おおさわ こういち、1943年9月28日 - ）は、北海道釧路市生まれの元札幌テレビ放送（STV）、現・フリーアナウンサー、ラジオパーソナリティ。北海道アナウンス学院特別講師。

## 略歴
- 中学生、高校生時代は放送部に所属。酪農学園大学酪農学部農業経済学科（第一期）卒業。
- 1965年 アナウンサーとして札幌テレビ放送（STV）に入社（同期に枝並国勝）。
- 1991年 異動し、編成部専門部長、番組審議会事務局長・視聴者相談室長、釧路放送局長、報道部専門部長（どさんこワイド212プロデューサー）を経る。
- 1999年9月 STV退社。
- 2001年9月 FMメイプル初代放送局長。

## エピソード
- 鶴岡雅義と東京ロマンチカの「小樽のひとよ」、佳山明生の「氷雨」、二代目木村友衛の「浪花節だよ人生は」、岸千恵子の「千恵っ子よされ」などを、自分の番組をきっかけにして北海道から全国的なヒット曲にしていったことでも知られている[2]。また自分でも、「愛をおくろう」というタイトルのレコードを1980年にキングレコードから発売している（喜瀬浩「時計台のある街」とのカップリング）。

## 出演

### 現在
- カロスラジオロータリー「ハイ!大沢宏一です」（ラジオカロスサッポロ）

### 過去
テレビ
- 2時ワイド ハイ大沢です　1975年10月-1981年3月
- ハロー!大沢です
- STVニュースTodayプラス1　1990年4月-1991年10月4日
- 朝6生ワイド（コメンテーター 1991年10月-1992年9月）

ラジオ
- 奥さまおしゃべりジャーナル（STVラジオ）
- 歌謡ワイド ハイ大沢です（STVラジオ）
- 聴いて歌って歌謡曲（STVラジオ）
- 昼どきメイプル ハイ!大沢です（FMメイプル、金曜日放送）
- STVラジオ魂（STVラジオ、2012年3月12日）

## 連載
- スポーツニッポン北海道版・コラム「ハイ大沢です、人間大好き」